# Rodni Vrh
Rodni Vrh este o localitate din comuna Podlehnik, Slovenia, cu o populație de 50 de locuitori.